# Shawn Levy
Shawn Adam Levy (født 1968 i Montreal, Quebec, Canada) er en canadisk-amerikansk filminstruktør og skuespiller. Han har instrueret Big Fat Liar, Det vilde dusin, Just Married, Den lyserøde Panter og Nat på museet.

## Filmografi
Instruktør
- Big Fat Liar (2002)
- Just Married (2003)
- Det vilde dusin (2003)
- Den Lyserøde Panter (2006)
- Nat på Museet (2006)
- Nat på Museet 2 (2009)
- Date Night (2010)